# Charles Cottier
Pour les articles homonymes, voir Cottier (homonymie).
Charles Cottier est un juge et historiographe de Carpentras (1749-1822)

## Biographie
Il fit sur l'histoire des recteurs qui régirent le Comtat Venaissin de 1274 à 1790 « de profondes recherches qui l'ont mis à même d'éclaircir plusieurs points obscurs, d'exhumer des particularités intéressantes et de signaler une foule d'erreurs et d'omissions » précédemment commises (d'après Casimir-François-Henri Barjavel). 

## Publications
- Notes historiques concernant les recteurs du ci-devant Comté-Venaissin, recueillies par Charles Cottier.  Carpentras, Chez J. A. Proyet, 1806.